# تیلیهورن
تیلیهورن (به لاتین: Tällihorn) یک کوه در سوئیس است که در کانتون وله واقع شده‌است. تیلیهورن ۳٬۴۴۸ متر بالاتر از سطح دریا واقع شده‌است.